# Stancami stancami musica
Stancami stancami musica è il terzo album del cantautore italiano Mimmo Cavallo, pubblicato dall'etichetta discografica Fonit Cetra nel 1982.
L'album, disponibile su long playing e musicassetta, è prodotto da Antonio Coggio. I brani sono interamente composti dall'interprete, mentre gli arrangiamenti sono curati da Luciano Ciccaglioni.
Dal disco viene tratto il singolo Stancami stancami musica/La civiltà del cotone.

## Tracce

### Lato A
1. Stancami stancami musica
2. Tutto quello che farai.. (feat. Mia Martini)
3. Giù le mani
4. Buon Natale Angelina

### Lato B
1. Aria di Risorgimento?
2. Canto da galera
3. La civiltà del cotone
4. Una canzone commerciale

## Formazione
- Mimmo Cavallo – voce
- Walter Martino – percussioni
- Antonio Coggio – tastiera
- Mike Fraser – pianoforte
- Dino Kappa – basso
- Massimo Buzzi – batteria
- Adriano Giordanella – percussioni
- Gaetano Zocconali – tromba
- Valerio Galavotti – sassofono tenore, flauto, sassofono baritono
- Luciano Ciccaglioni – chitarra, basso, percussioni